# Божкув
Божкув (пол. Bożków, нім. Eckersdorf) — село в Польщі, у гміні Нова Руда Клодзького повіту Нижньосілезького воєводства.
Населення — 1580 осіб (2011).
У 1975-1998 роках село належало до Валбжиського воєводства.

## Демографія
Демографічна структура станом на 31 березня 2011 року:
|          | Загалом | Допрацездатний вік | Працездатний вік | Постпрацездатний вік |
| -------- | ------- | ------------------ | ---------------- | -------------------- |
| Чоловіки | 769     | 144                | 549              | 76                   |
| Жінки    | 811     | 129                | 513              | 169                  |
| Разом    | 1580    | 273                | 1062             | 245                  |